# Congregatie van de Heilige Harten van Jezus en Maria
De Congregatie van de Heilige Harten van Jezus en Maria (Latijn: Congregatio Sacrorum Cordium, afgekort ss.cc.) is een in Poitiers opgerichte rooms-katholieke congregatie, waarvan de leden bekend staan als Picpus-paters of -zusters (naar de rue de Picpus in Parijs, waar de congregatie kort na haar stichting in 1800 haar moederhuis vestigde). De congregatie moet niet verward worden met de Priestercongregatie van het Heilig Hart van Jezus ("dehonianen") of de Missionarissen van het Heilig Hart (M.S.C.).
De congregatie is gevestigd in 35 landen en telt ongeveer 2000 leden. In België heeft ze vestigingen in Leuven en Charleroi. In Nederland is ze vertegenwoordigd in 's-Hertogenbosch. Van 1896 tot 1991 waren er tevens kloosters in Simpelveld (Huize Damiaan of Damianeum) en van 1915 tot 2007 in Bavel (Nieuwe IJpelaar).
Van 1903 tot 1952 waren Zusters van de Heilige Harten gevestigd te Meerssen, nadat ze verdreven waren uit Frankrijk ten gevolge van de seculariseringspolitiek aldaar.
Twee van haar bekendste leden zijn de in 2009 heilig verklaarde Belgische pater Damiaan (1840-1889), die als apostel van de melaatsen op het eiland Molokai leefde, en de zalig verklaarde pater Eustachius van Lieshout (1890-1943), die in Brazilië werkte.

## Externe link

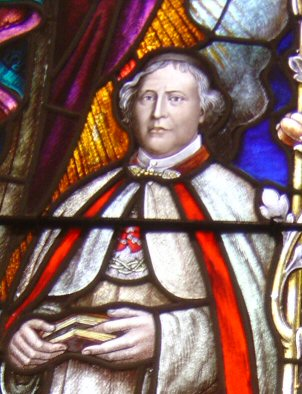
Medeoprichter Pierre Coudrin afgebeeld in een glas-in-loodraam in de Cathédrale de Notre Dame de la Paix in Honolulu